# Szabó Csaba (levéltáros)
Szabó Csaba (Nova, 1967. július 7. –) főlevéltáros, a Magyar Nemzeti Levéltár főigazgatója.

## Életútja
1991-ben szerezte meg magyar-történelem szakos általános iskolai tanári diplomáját. Ezt követően 1992-től Németországban tanult történelmet, gazdaság- és társadalomtörténetet, művészettörténetet az Eichstätti Katolikus Egyetemen, ahol 1997-ben mesterdiplomát kapott, 2000-ben pedig PhD fokozatot nyert. Az Eötvös Loránd Tudományegyetem levéltár szakán 2005-ben szerzett oklevelet, majd ugyanitt habilitált 2010-ben történettudományi területen.
2003-tól dolgozott először a Magyar Országos Levéltárban, előbb főosztályvezetőként, majd 2004-től főigazgató-helyettesként tevékenykedett.  2010 és 2015 között a Balassi Intézet – Collegium Hungaricum Bécs tudományos igazgatóhelyettesi, és egyben a Bécsi Magyar Történeti Intézet igazgatója. 2015-től ismét a Magyar Nemzeti Levéltár Országos Levéltárában dolgozott főosztályvezetőként, majd általános főigazgató-helyettesként. 2017 áprilisában kinevezték a Magyar Nemzeti Levéltár főigazgatójává.
2024-ben a Magyar Érdemrend tisztikeresztjével tüntették ki.

## Művei
- Szabó, Csaba : Die katholische Kirche Ungarns und der Staat in den Jahren 1945–1965. Munchen, 2003.
- Szabó Csaba, Hanák Gábor : A Nagy Imre miniszterelnök és társai ellen indított per írott, képi és hangzó forrásainak digitalizálása. Budapest, 2008.
- A rendszerváltás évei, 1987-1990. Kiállítás a Magyar Országos Levéltárban. Megtekinthető 2009. június 11-től; szerk. Majtényi György, Mikó Zsuzsanna, Szabó Csaba; MOL, Bp., 2009
- József Kardinal Mindszenty in Wien (1971–1975). (Hrsg. Csaba Szabó). Wien, 2012.
- Österreich und Ungarn im 20. Jahrhundert. (Hrsg. Csaba Szabó). Wien, 2014.
- Forradalom! 24 megtalált történet, szerk., bev., jegyz. Majtényi György, Mikó Zsuzsanna, Szabó Csaba; Magyar Nemzeti Levéltár–MNL, Bp., 2016